# General Lucio Blanco
General Lucio Blanco är en ort i Mexiko.   Den ligger i kommunen Villagrán och delstaten Tamaulipas, i den centrala delen av landet, 600 km norr om huvudstaden Mexico City. General Lucio Blanco ligger 286 meter över havet och antalet invånare är 566.
Terrängen runt General Lucio Blanco är platt. Runt General Lucio Blanco är det mycket glesbefolkat, med 4 invånare per kvadratkilometer. Närmaste större samhälle är La Reforma, 14,6 km väster om General Lucio Blanco. Trakten runt General Lucio Blanco består i huvudsak av gräsmarker.